# 澳門樂團
澳門樂團（葡萄牙語：Orquestra de Macau）是澳門特別行政區政府文化局屬下之職業音樂表演團體。其前身是1983年由澳門聖庇護十世音樂學院院長區師達等創建的澳門室內樂團。1984年，澳門室內樂團轉至當年的澳門文化學會及澳門文化司署屬下。
根據澳門特別行政區行政會於2021年11月26日完成討論《修改第20/2015號行政法規〈文化局的組織及運作〉》行政法規草案。預計2022年起，本樂團與澳門中樂團脫離澳門特別行政區政府文化局架構，以公司模式運作。

## 历任音乐总监
- 2002年－2008年：邵恩
- 2008年－2023年：吕嘉
- 2023年－：廖國敏[2]

## 外部連結
- 澳門樂團 （页面存档备份，存于）